# Kockázati tényező (film)
A Kockázati tényező (kínaiul: 鼠胆龍威, pinjin: Shu dan long wei, magyaros átírásban: Su tan lung vej, angolul High Risk, az USA-ban Meltdown) egy 1995-ös hongkongi akciófilm, Jet Livel a főszerepben. A film története Bruce Willis népszerű Drágán add az életed! című filmjéhez hasonlatos, és a rendező fricskának szánta Jackie Channel szemben, akivel egy korábbi filmjén együtt dolgozott, de összevesztek. A filmnek 1998-ban folytatása készült, mely az Újabb kockázati tényező címet kapta, ennek főszereplője azonban már Vincent Zhao.

## Történet
A filmben Jet Li egy Kit Li nevű rendőrt alakít, akinek a hírhedt terrorista, a 'Doktor', megöli feleségét és kislányát. Családja halála után Li a népszerű akciószínész, Frankie testőréül és kaszkadőréül szegődik. A híres színészről mindenki azt hiszi, maga csinálja a kaszkadőrmutatványait, pedig valójában egy részeges nőcsábász, aki helyett Li csinálja meg a mutatványokat. Frankie és Kit egy toronyházban tartott gálaesten vesznek részt, amikor a Doktor elfoglalja az épületet és túszúl ejti a bent lévőket. Frankie-nek inába száll a bátorsága, így Linek kell szembeszállnia a terroristákkal.